# ژله (بلژیک)
شهر ژله (به فرانسوی: Jalhay) در شهرستان ورویه  در استان لیئژ  در منطقه فدرال والوون در کشور بلژیک واقع شده‌است.